# Bertonico
Bertonico ist eine Gemeinde mit 1063 Einwohnern (Stand 31. Dezember 2023) in der Provinz Lodi in der italienischen Region Lombardei.

## Ortsteile
Im Gemeindegebiet liegen neben dem Hauptort die Wohnplätze Cascina Brusada, Cascina Ceradello-Colombina, Cascina Gora, Cascina Monticelli, Cascina Piva und Cascina Taccagna.